# Trachelospermum jasminoides
Faux jasmin
Espèce
Classification phylogénétique
Le Faux jasmin (Trachelospermum jasminoides) est une espèce de plante grimpante de la famille des Apocynaceae, originaire d'Asie. Il porte de nombreux autres noms vernaculaires : trachélosperme, jasmin étoilé, jasmin des Indes.
Cette liane au feuillage persistant est cultivée dans les jardins des régions au climat doux, mais elle peut résister à des températures descendant jusqu'à environ -10° C.

## Nomenclature
L’espèce a été décrite la première fois par le botaniste britannique John Lindley, en 1846, sous le nom de Rhyncospermum jasminoides Lindl., dans Journal of the Horticultural Society of London 1: 74–75, f. [p. 74], A.. Lindley a décrit un spécimen collecté par Robert Fortune à Shanghai. Le très habile collecteur de plantes, Robert Fortune, a rencontré cette espèce en Chine près de Shanghai et a envoyé des spécimens vivants en Angleterre en 1844, au Jardin de la Société d'Horticulture de Londres où il fleurit l'année suivante.
En 1851, Charles Lemaire, un botaniste spécialiste des Cactaceae, transfère l’espèce dans le genre Trachelospermum, dans Jardin Fleuriste 1: sub pl. 61. 1851. Lemaire observe que lorsque Alphonse Pyrame de Candolle (1806-1893) a créé le genre Rhyncospermum dans la famille des Apocynaceae, il ne s’est pas aperçu que ce nom avait déjà été utilisé dans la famille des Asteraceae.  « Cet état de choses ne pouvant subsister », Lemaire renomme le genre Rhyncospermum en Trachelospermum.

## Étymologie
Le nom de genre Trachelosperrmum vient du grec τράχηλος – trakhêlos, « cou, nuque », et σπέμα – sperma, « semence, graine », « allusion à la forme des graines, allongées-rétrécies au sommet et terminées par une aigrette » (Lemaire) .
Rhynchospermum Lindl. (1846) est un nom illégitime et de sens similaire (de ΄ρύγχος – rhunkhos, « groin, bec »).

## Taxonomie
Sur les quelque 67 dénominations botaniques portant le nom de genre Trachelospermum, les instances botaniques internationales ne reconnaissent aujourd'hui que 11 espèces valides et aucune sous-espèce.

## Description

### Appareil végétatif
Trachelospermum jasminoides est une plante grimpante dont les tiges ligneuses peuvent atteindre 10 mètres de long. Lorsque celles-ci rencontrent une surface humide, elles émettent des racines adventices aériennes, sinon elles entourent le support (elles sont volubiles). Si on les coupe, comme la plupart des Apocynacées, elles exsudent un latex blanc, ressemblant à du lait poisseux. Les jeunes rameaux d'abord pubescents deviennent glabres en vieillissant. Les feuilles persistantes, opposées, portées par des pétioles de 3-12 mm de long, comportent un limbe ovale à obovale ou étroitement elliptique, de 2-10 x 1-4,5 cm. Vert foncé l'été, les feuilles se teintent de bronze l'hiver.

### Appareil reproducteur

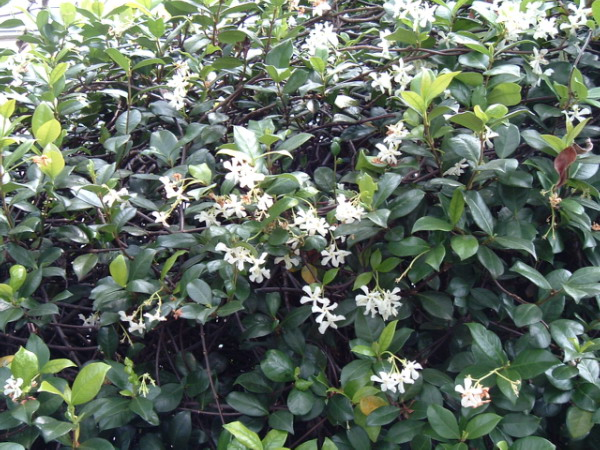
Plante en fleur.
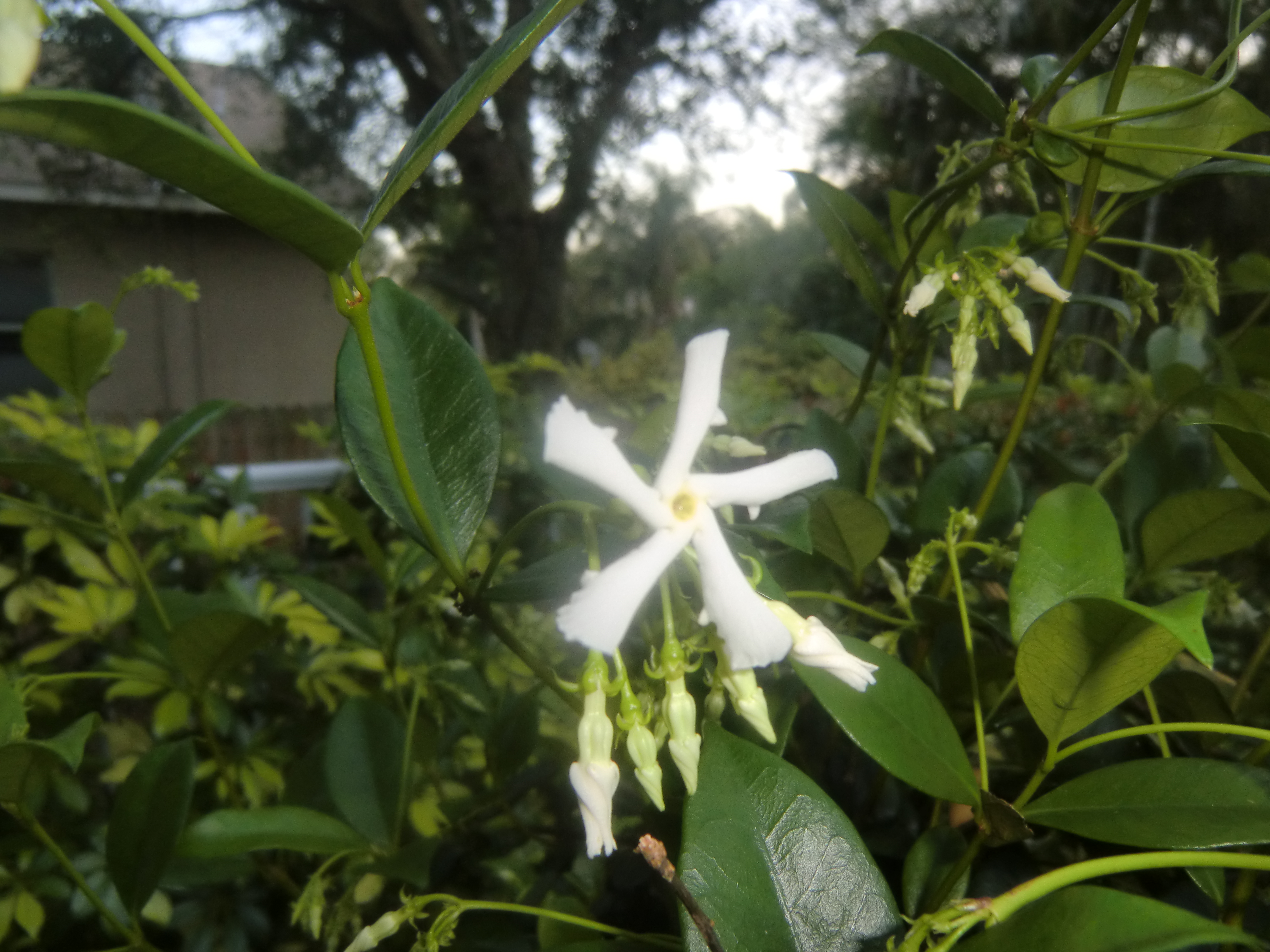
Détail de la fleur.
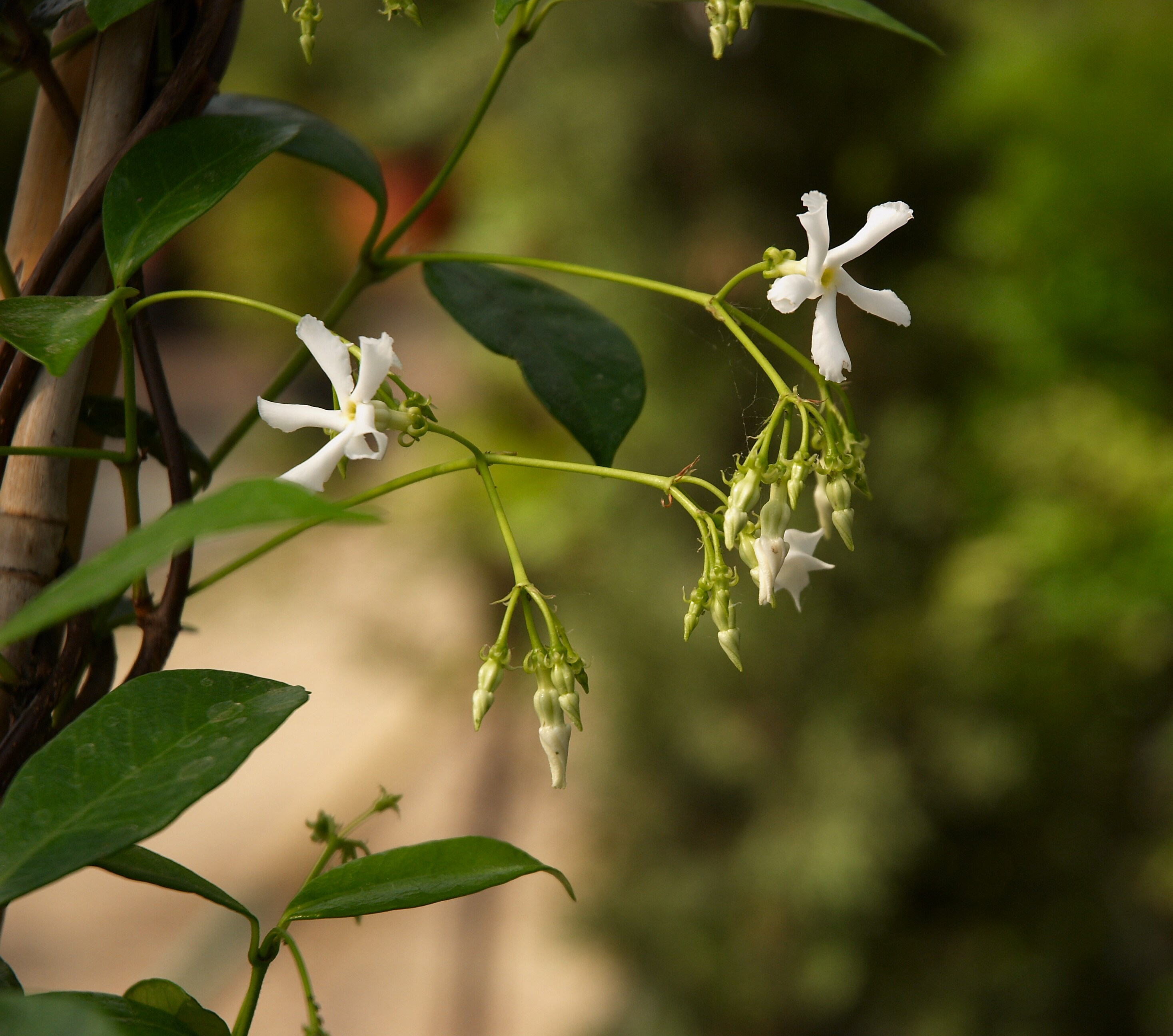
Trachelospermum jasminoides, cymes de fleurs.
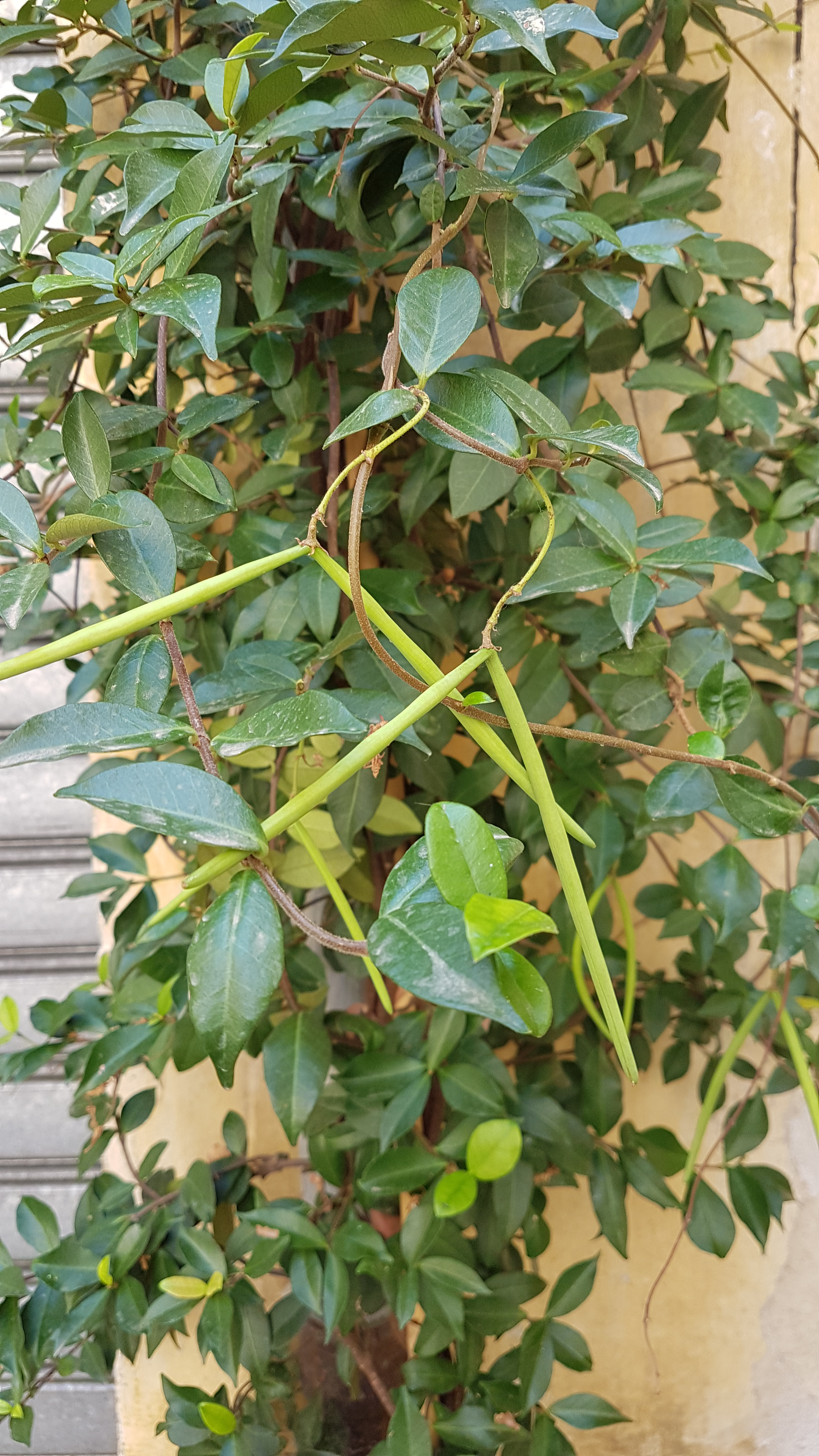
Fruits du faux jasmin.
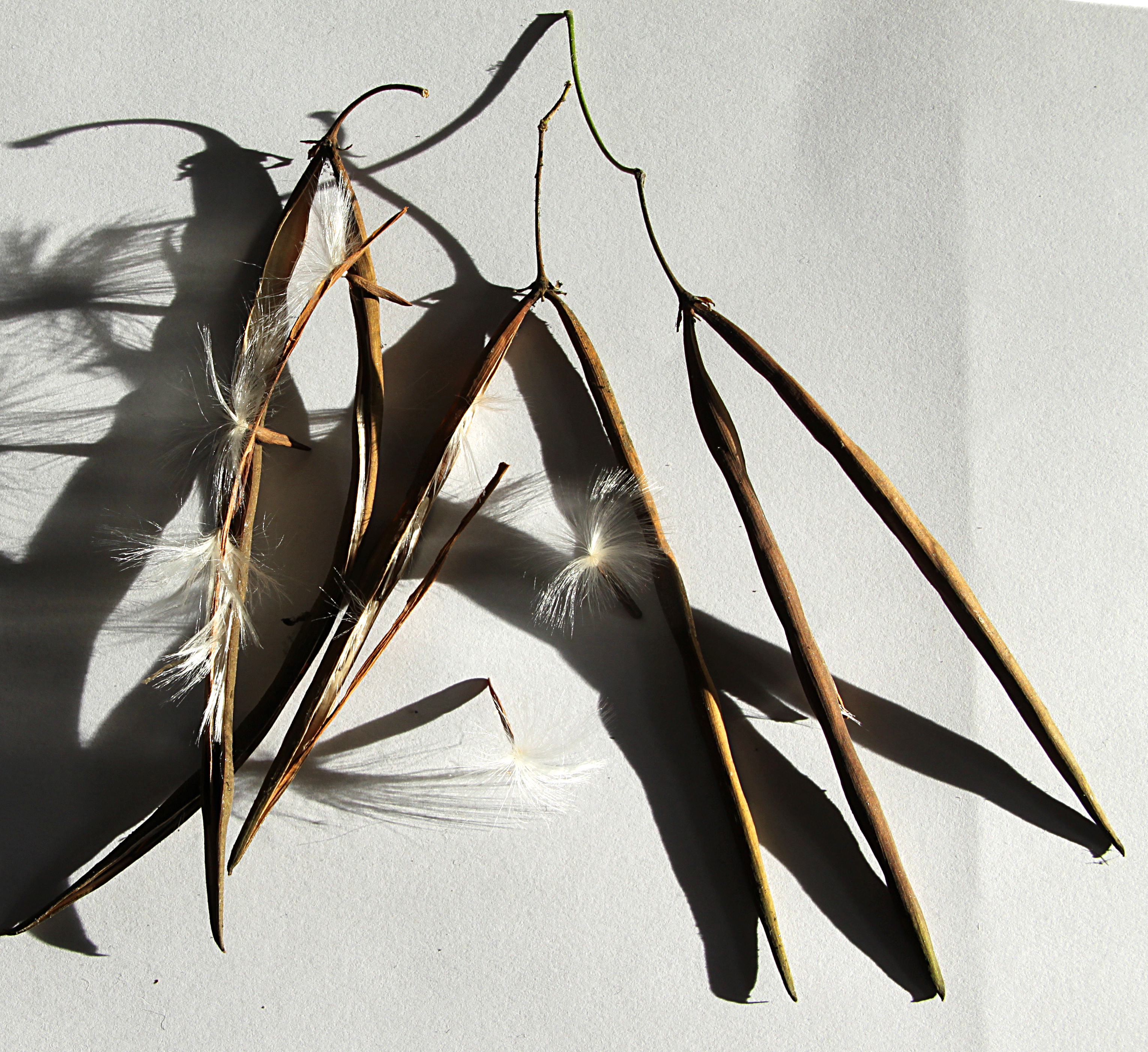
Trachelospermum jasminoides, fruits (paire de follicules divergents) et quelques graines.
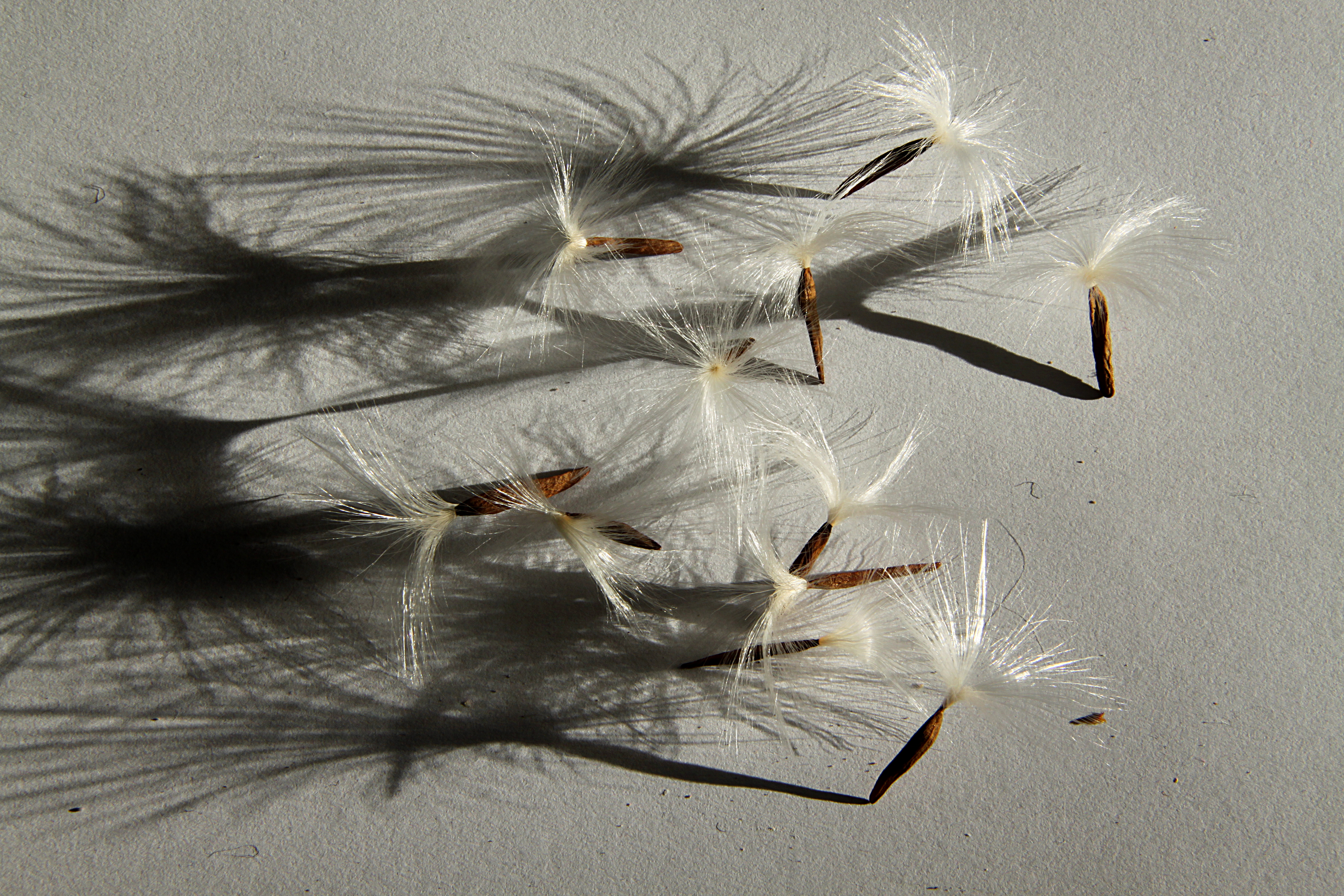
Trachelospermum jasminoides, graines oblongues avec leurs aigrettes.

Les fleurs sont groupées en cymes paniculées, terminales et axillaires. Les fleurs blanches, actinomorphes, comportent un calice formé de 5 sépales étroits, lisses, réfléchis, de 2-5 mm, beaucoup plus courts que le tube de la corolle. Cette dernière comporte un tube dilaté au milieu, de 5-10 mm de long, se terminant par 5 lobes obliquement contournés, tous incurvés, faisant penser à une hélice tournant dans le sens inverse des aiguilles d'une montre. Les 5 étamines sont insérées au milieu du tube de la corolle. L'ovaire est formé d'un style et de deux carpelles, comportant cinq glandes à sa base.
Les fleurs d'un blanc pur, sont agréablement parfumées, d'une odeur rappelant le jasmin.
La floraison a lieu fin mai - début juin, en climat doux.
Les fruits sont des paires de follicules divergents, de 10-25 cm x 3-10 mm, comportant des graines oblongues, de 1,5-2 cm de long, portant à une extrémité une large aigrette de 1,5-4 cm de long.

## Synonymes
- Rhynchospermum jasminoides Lindl., 1846, J. Hort. Soc. London, 1 : 74 (basionyme)
- Trachelospermum divaricatum  (Thunb.) K.Schum., 1895
- Trachelospermum adnascens Hance

## Distribution
Trachelospermum jasminoides est originaire de Chine, de Corée, du Japon et du Viêt Nam.
Il croît à l'orée des forêts.

## Confusion possible

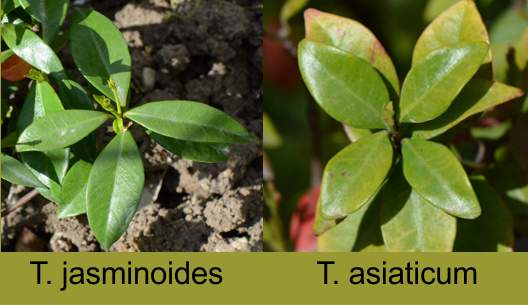
Comparaison de T. jasminoides et T. asiaticum

Avec Trachelospermum asiaticum.

## Culture

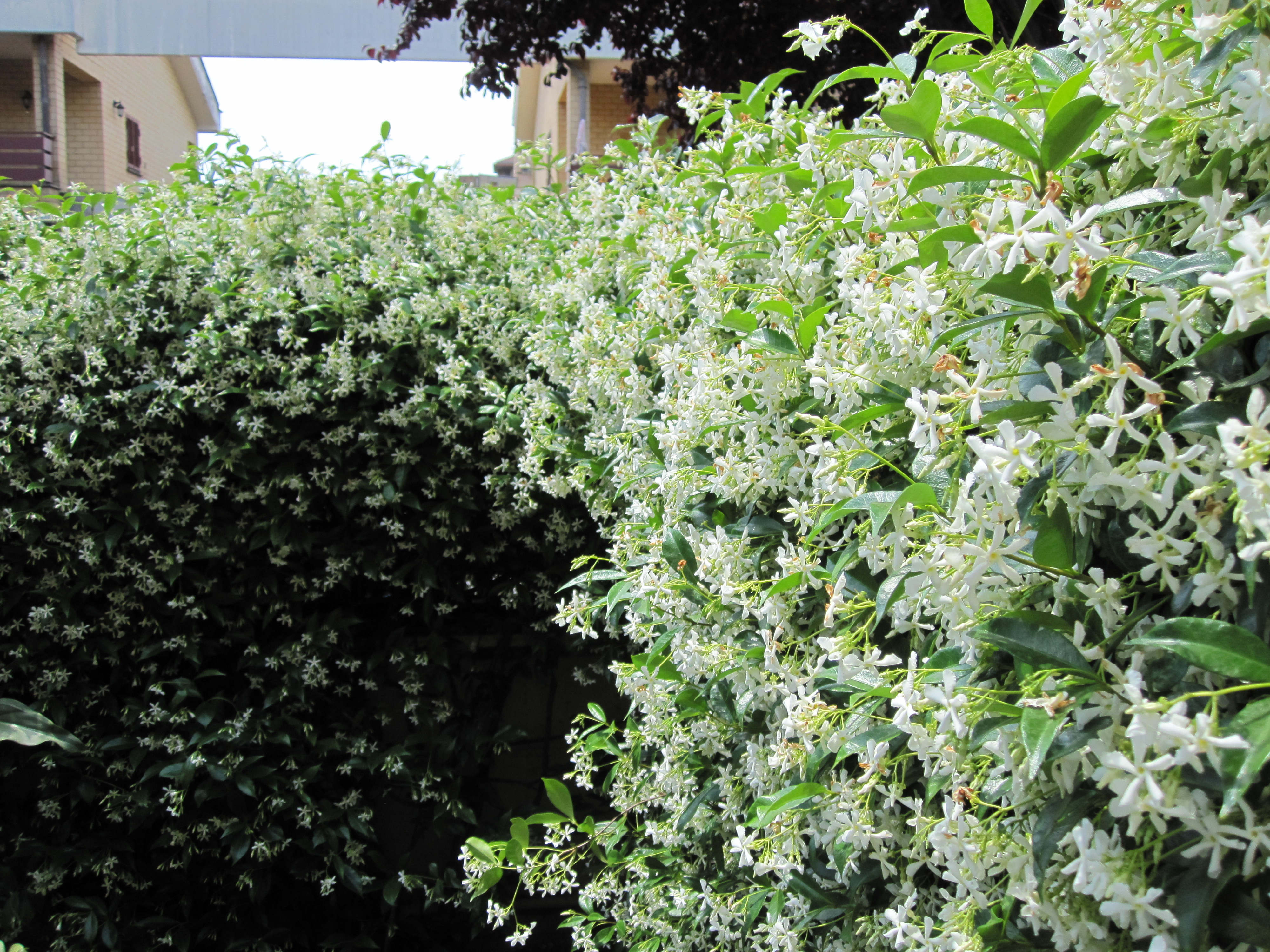
Une haie de Trachelospermum jasminoides.

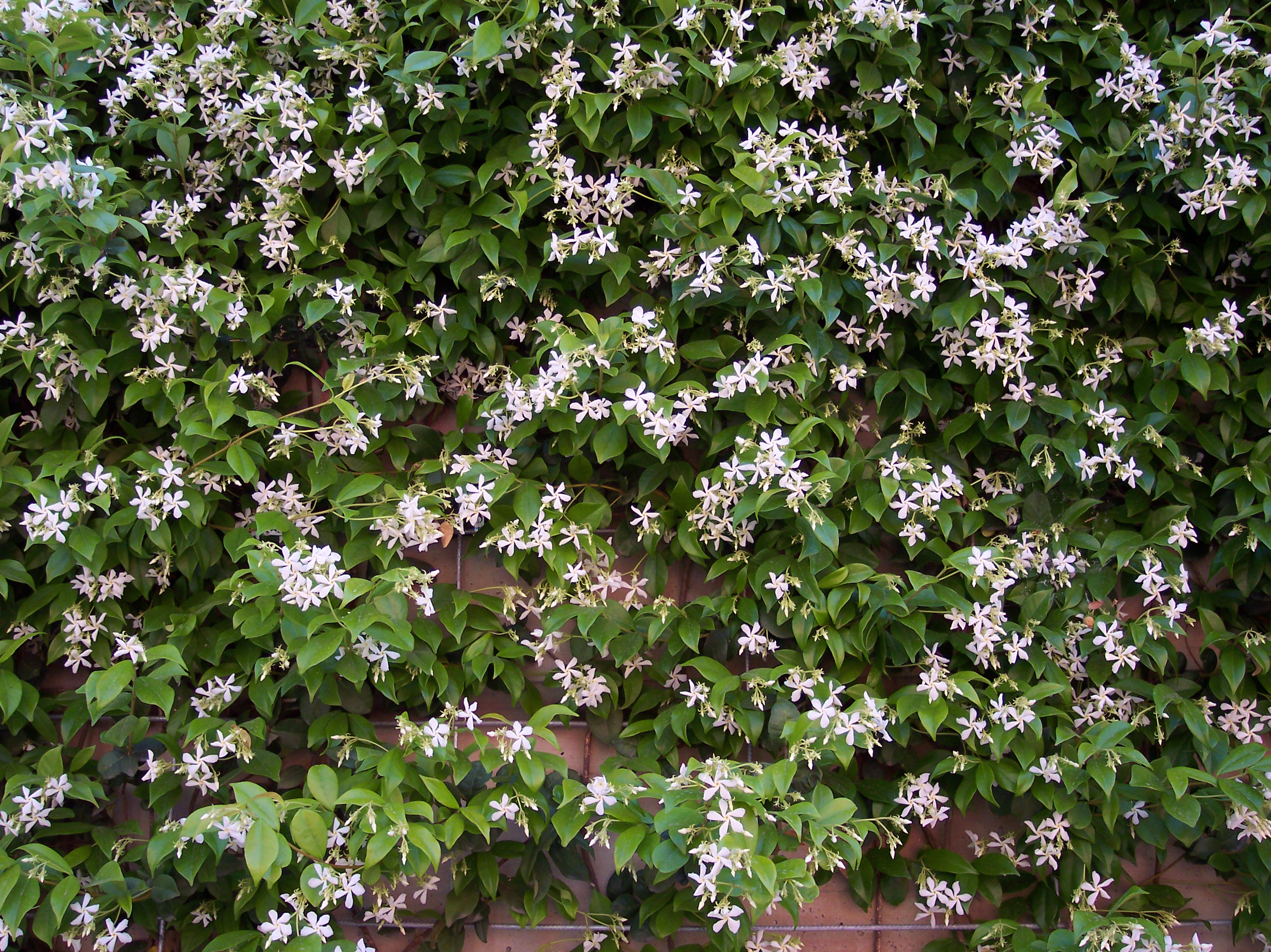
Muraille de Jasmin étoilé.

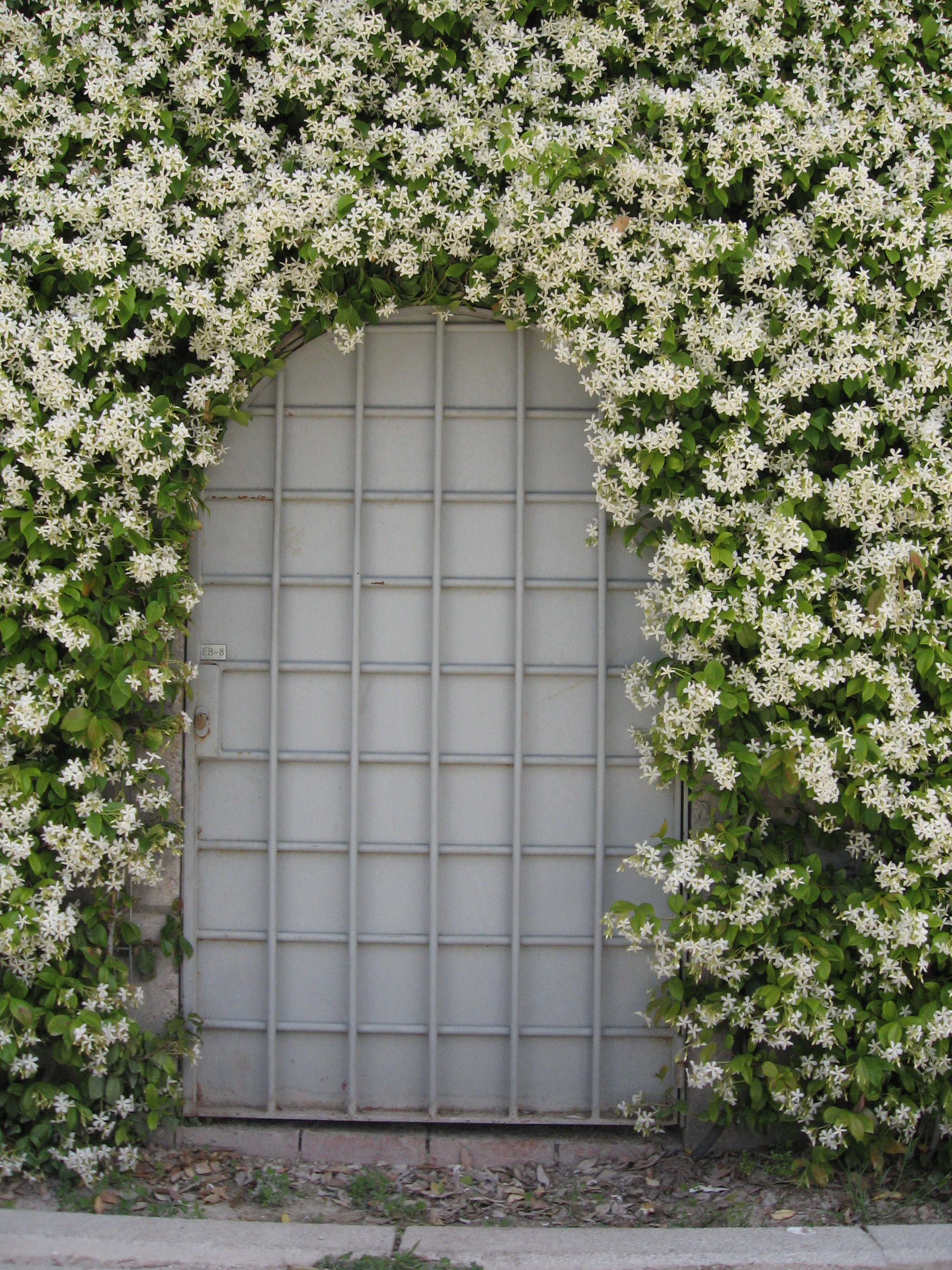
Muraille de Jasmin étoilé.

Le Trachelospermum jasminoides peut être cultivé en pot ou en pleine terre dans les climats doux. Planté à l'abri du vent, le long d'un mur au sud ou à l'ouest, il est en mesure de supporter des gels à −15 °C (zone de rusticité 8-10) ; la végétation aérienne meurt à −7 °C mais la souche peut repartir.
Le planter en avril ou mai, dans un trou de 40 cm de profondeur, sur une bonne couche de gros gravier, afin d'assurer un drainage suffisant l'hiver.
Les premières années, sa croissance est lente et il est nécessaire d'attacher ses pousses sur un support. Ses tiges volubiles sauront par la suite s'enrouler sur le support.

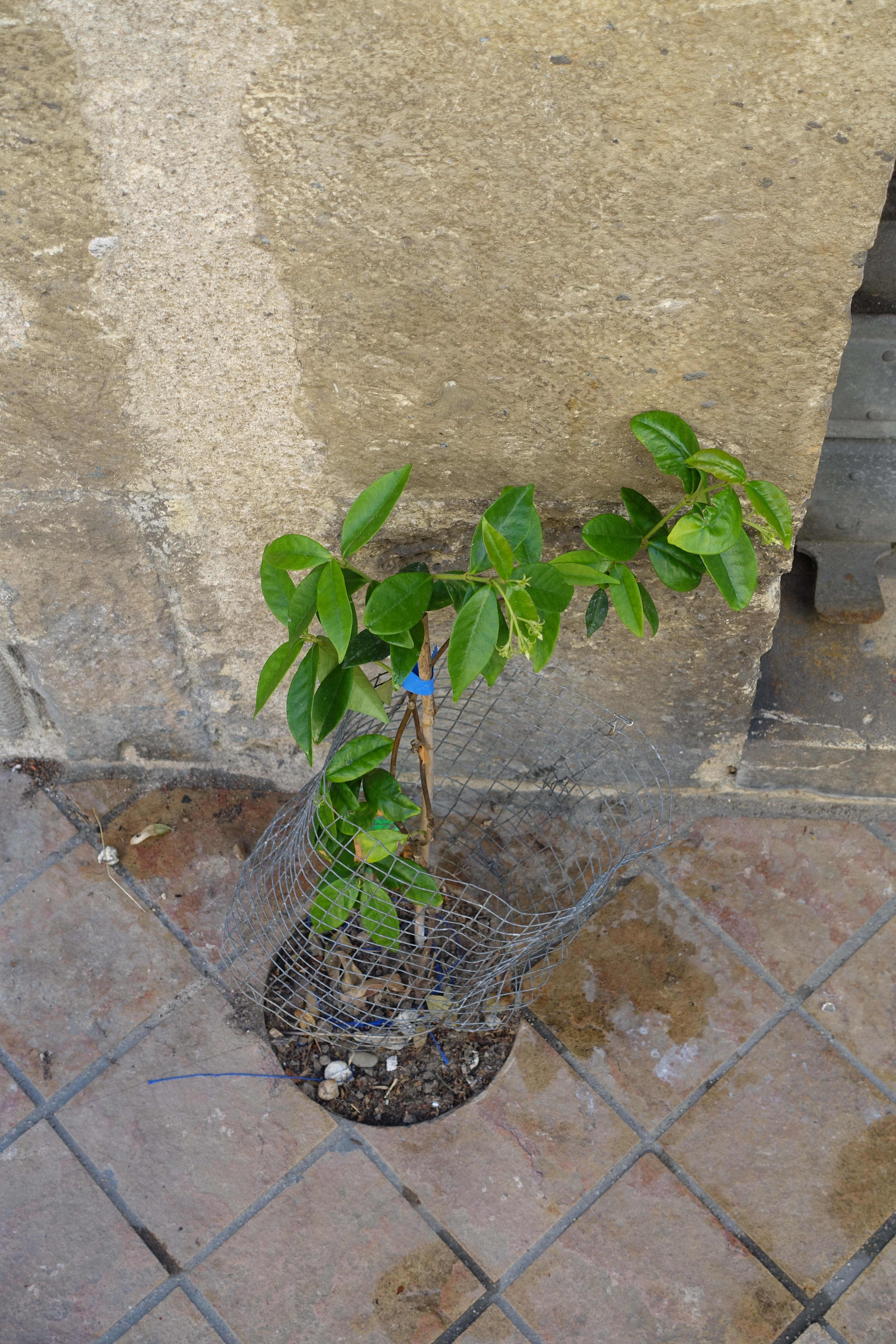
Végétalisation de trottoir.

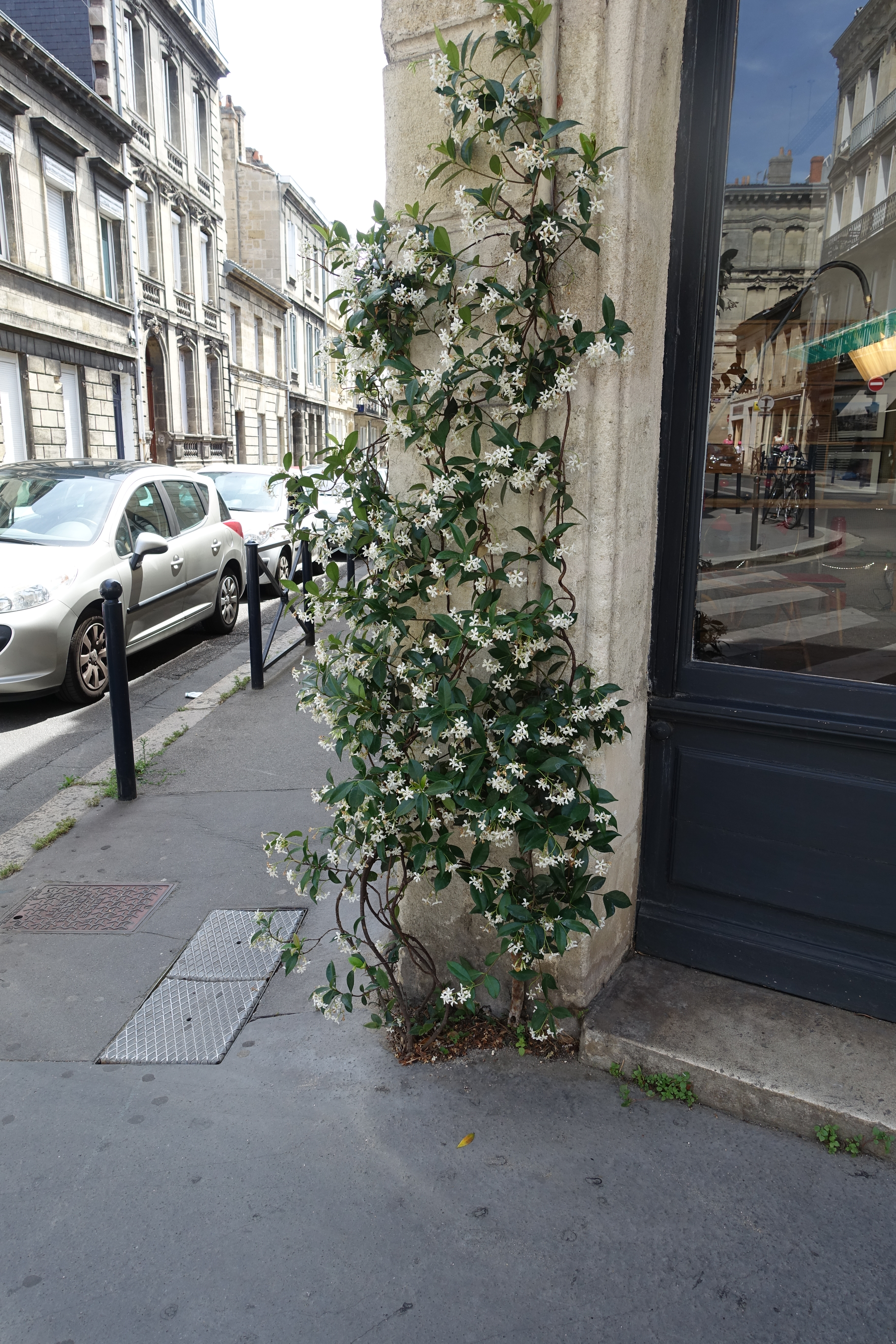
Végétalisation de trottoir.

Cette espèce est recommandée pour la végétalisation des trottoirs urbains le long des façades.
Il apprécie les sols frais mais bien drainés, humifères. Il ne faut pas l'exposer à une sécheresse trop prolongée.
En Chine, il est souvent cultivé sur des rochers ou des arbres. Il porte le nom de luoshi 络石 (réseau-pierre) parce qu'il s'étale en réseau sur le rocher.

## Constituants chimiques
Trachelospermum jasminoides contient des flavonoïdes, lignanes, terpénoïdes, stéroïdes et alcaloïdes.
Les composés phénoliques suivant ont été extraits :
- acide-phénols : acide gallique, acide caféique,
- acide chlorogénique
- flavonoïdes : taxifoline (dihydroquercétine), taxifoline 3-glucoside, isoquercitrine, quercétine, quercétine 3-arabinoside, aidzine, astragaline (kaempférol 3-glucoside), cosmosiine, apigenin-7-O-β-D-glucopyranoside[12],[13].

Cinq alcaloïdes indoliques ont été isolés des feuilles et tiges : la coronaridine (en), voacangine, apparicine, conoflorine, and 19-epi-voacangarine.
Trachelospermum jasminoides  produit aussi des lignanes, des phytoestrogènes connus pour leur activité antioxydante.
En médecine traditionnelle chinoise, Trachelospermum jasminoides est prescrit pour le traitement des rhumatismes, de la pharyngite et de la sciatique.
L'équipe de Sha Li et als. de Canton a évalué l'activité antioxydante de 223 plantes médicinales chinoises par la technique de réduction du fer (FRAP, Ferric Reducing Antioxydant Power) et la méthode  TEAC (Trolox Equivalent Antioxidant Capacity) ainsi que la valeur du phénol total (par la méthode Folin-Ciocalteu). Ils ont trouvé que Trachelospermum jasminoides possédait une activité antioxydante somme toute limitée.
| Activité antioxydante et phénol total d'après Sha Li et al., 2013 |        |        |            |
| Nom                                                               | FRAP   | TEAC   | Phénol tot |
| Arctium lappa grande bardane                                      | 207.71 | 167-89 | 14.03      |
| Sinapis alba moutarde blanche, sénevé                             | 60.62  | 51.35  | 5.94       |
| Trachelospermum jasminoides                                       | 52.99  | 77.79  | 12.54      |

Les fleurs du faux jasmin exhalent un parfum exquis rappelant le jasmin. Il est fait d'une combinaison exceptionnelle de notes épicées, due à la présence de linalol, indole, jasmonate de méthyle, jasmones et isoeugénol (le linalol et la jasmone se retrouvent dans le parfum du jasmin d'Espagne Jasminum grandiflorum).
Toute la plante est toxique et ne doit pas être consommée en dehors de son usage médicinal.